# Stadtilm
Stadtilm település Németországban, azon belül Türingiában. Lakosainak száma 8408 fő (2023. december 31.).
Erfurttól délre fekvő település.

## Története

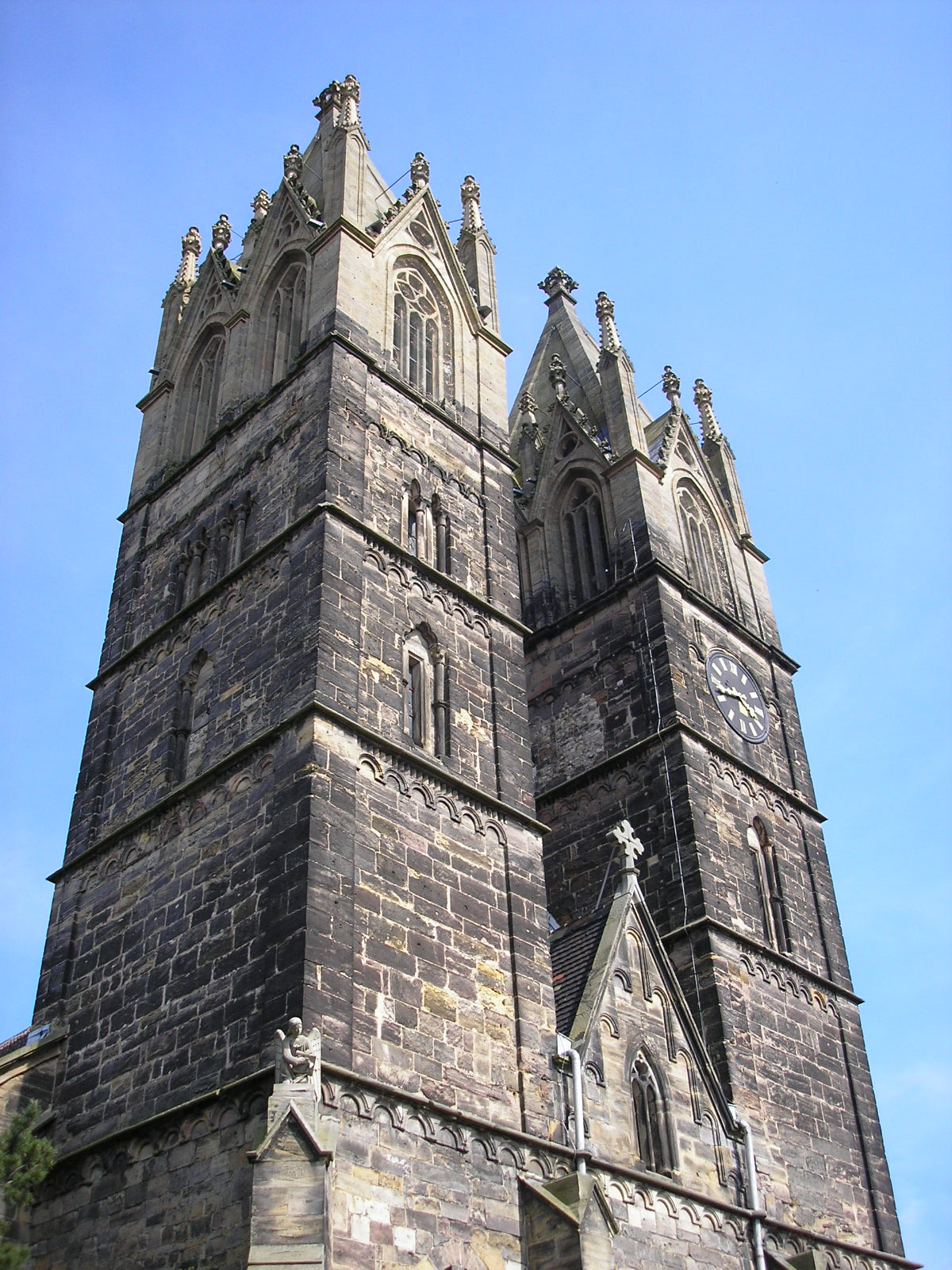

Stadtilm két fontos útvonal kereszteződésében fekszik, ennek volt köszönhető fejlődése is. A 13. században már vásárokat is tartottak itt, és még e században megkapta a városjogot is. A település a Schwarzburgok birtokai közé tartozott. 1275-ben a városban cisztercita zárdát alapítottak. A város számára s négy kapuval, tornyokkal ellátott körítőfal és két árok erős védelmet biztosított.
Az 1525-ös felkeléskor a polgárság a parasztok mellé állt, vezetőjüket, Jacob Scherfet a felkelés véres elfojtása után Stadtilm másik négy polgárával együtt a város piacterén kivégezték.
1780-ban a városban súlyos tűzvész pusztított, amely során a város több mint fele a tűz martaléka lett, a Schwarzburgok kastéllyá átalakított kolostorával együtt. A város a tűzvész után nehezen állt talpra, és az iparosodás is lassan indult meg.

## Gazdasága
A 16. és 17. században a környéken folytatott juhtenyésztés elősegítette a posztókészítő mesterség kifejlődését.

## Galéria

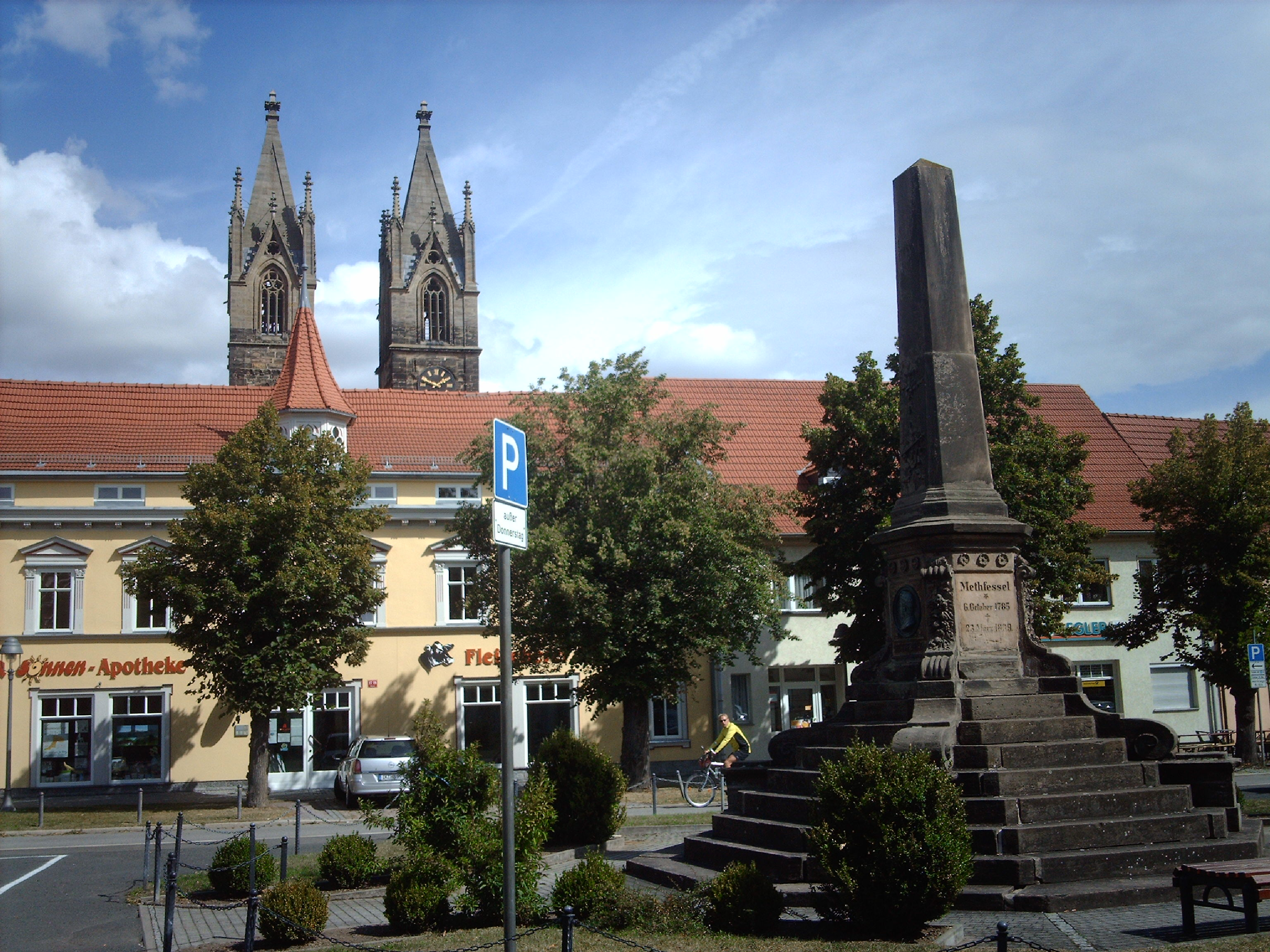
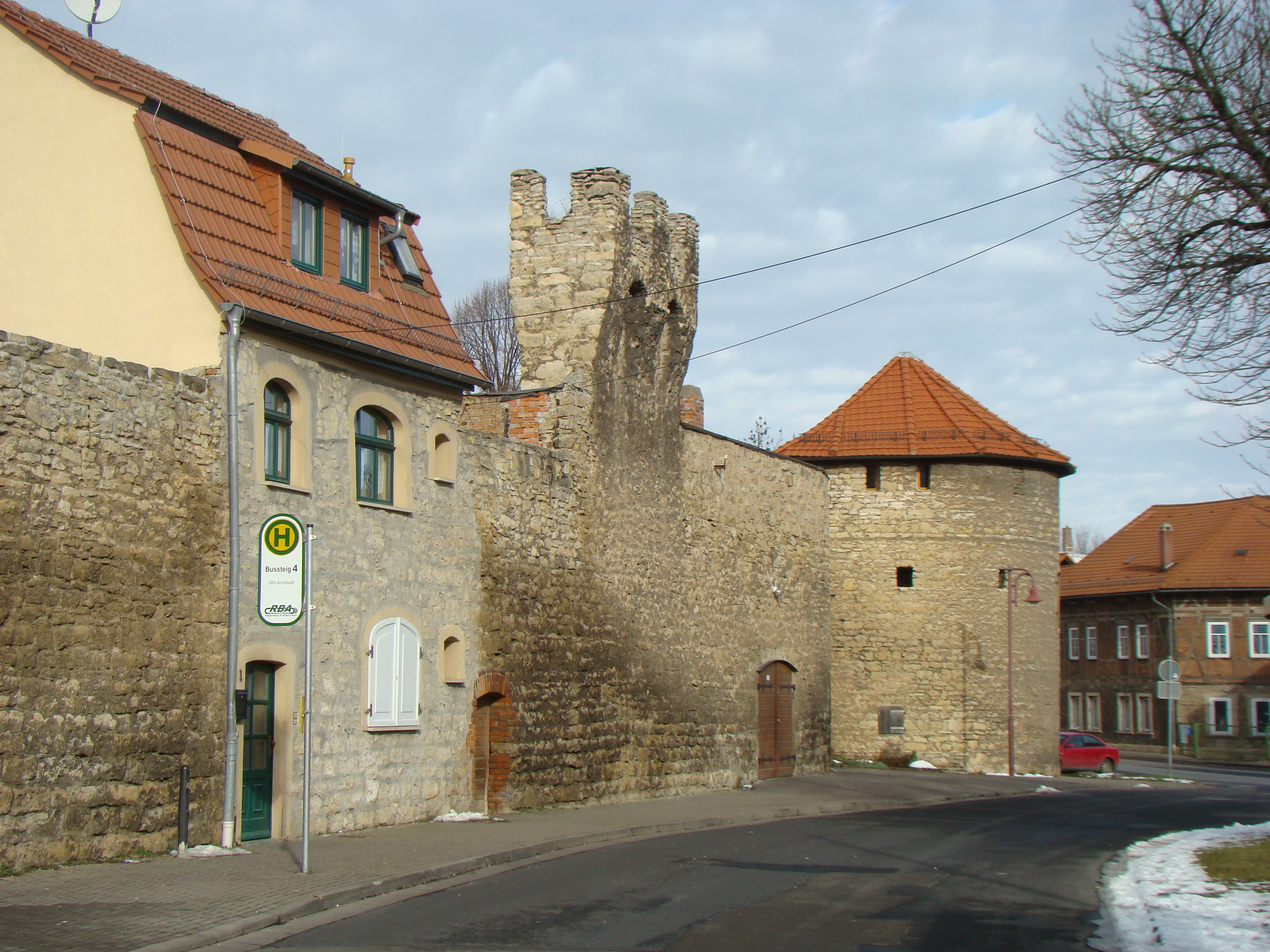
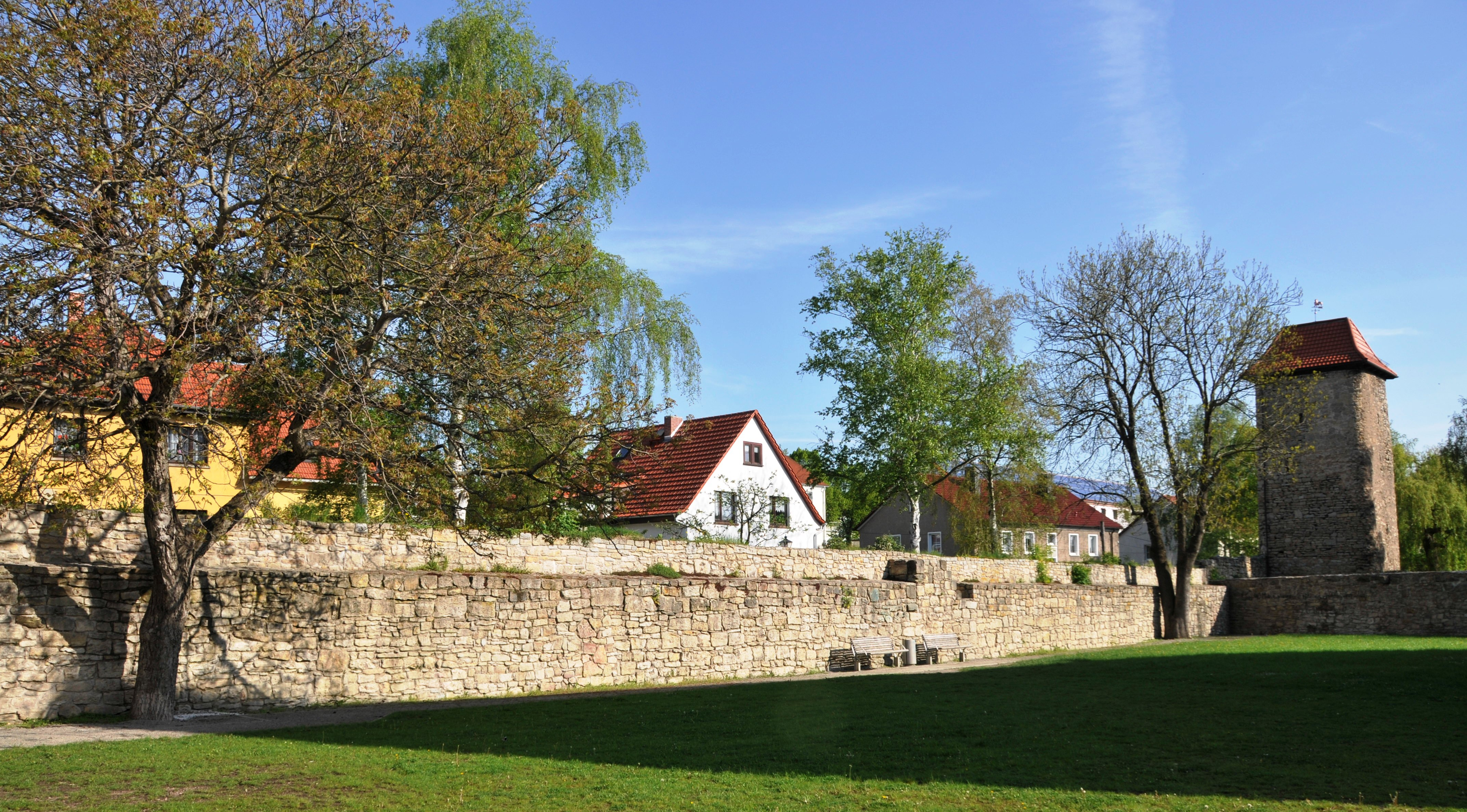
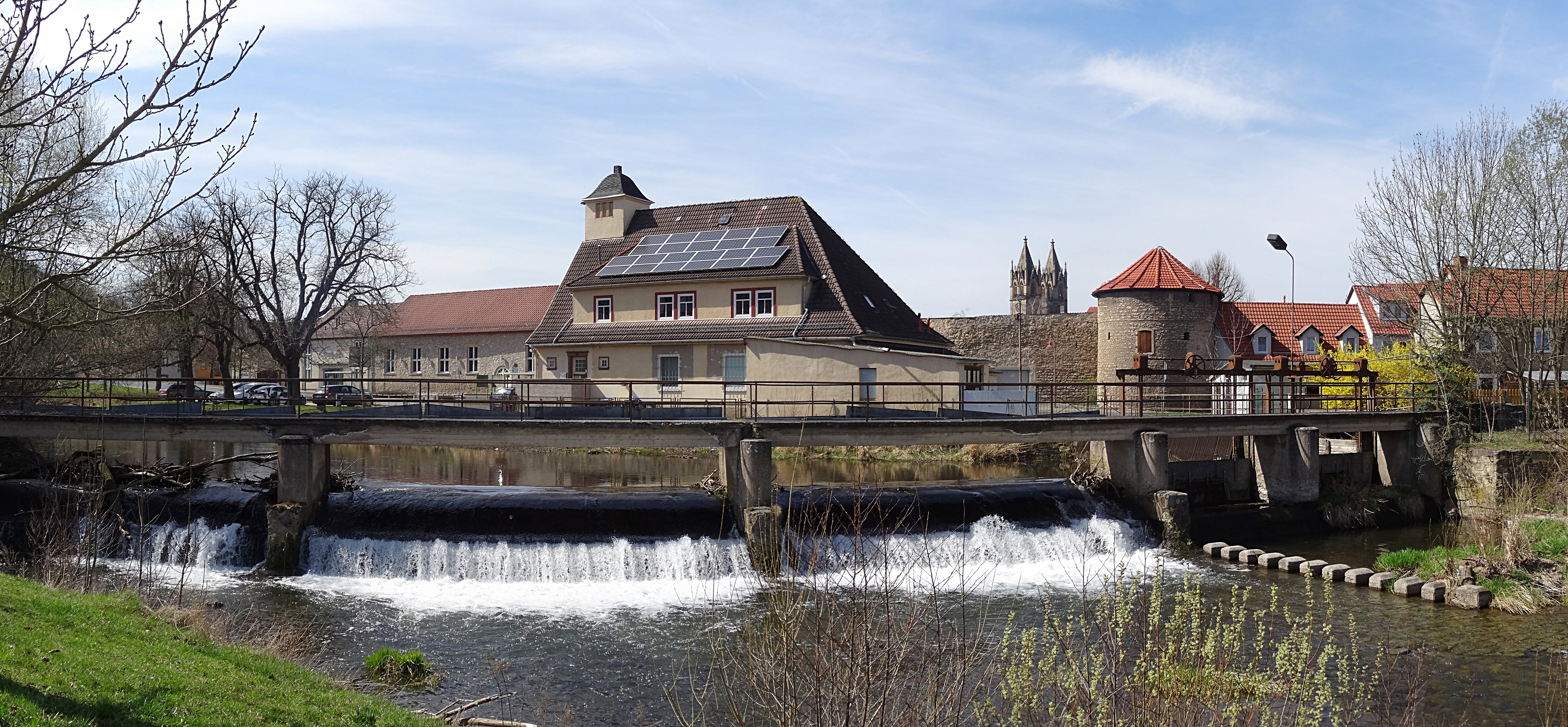
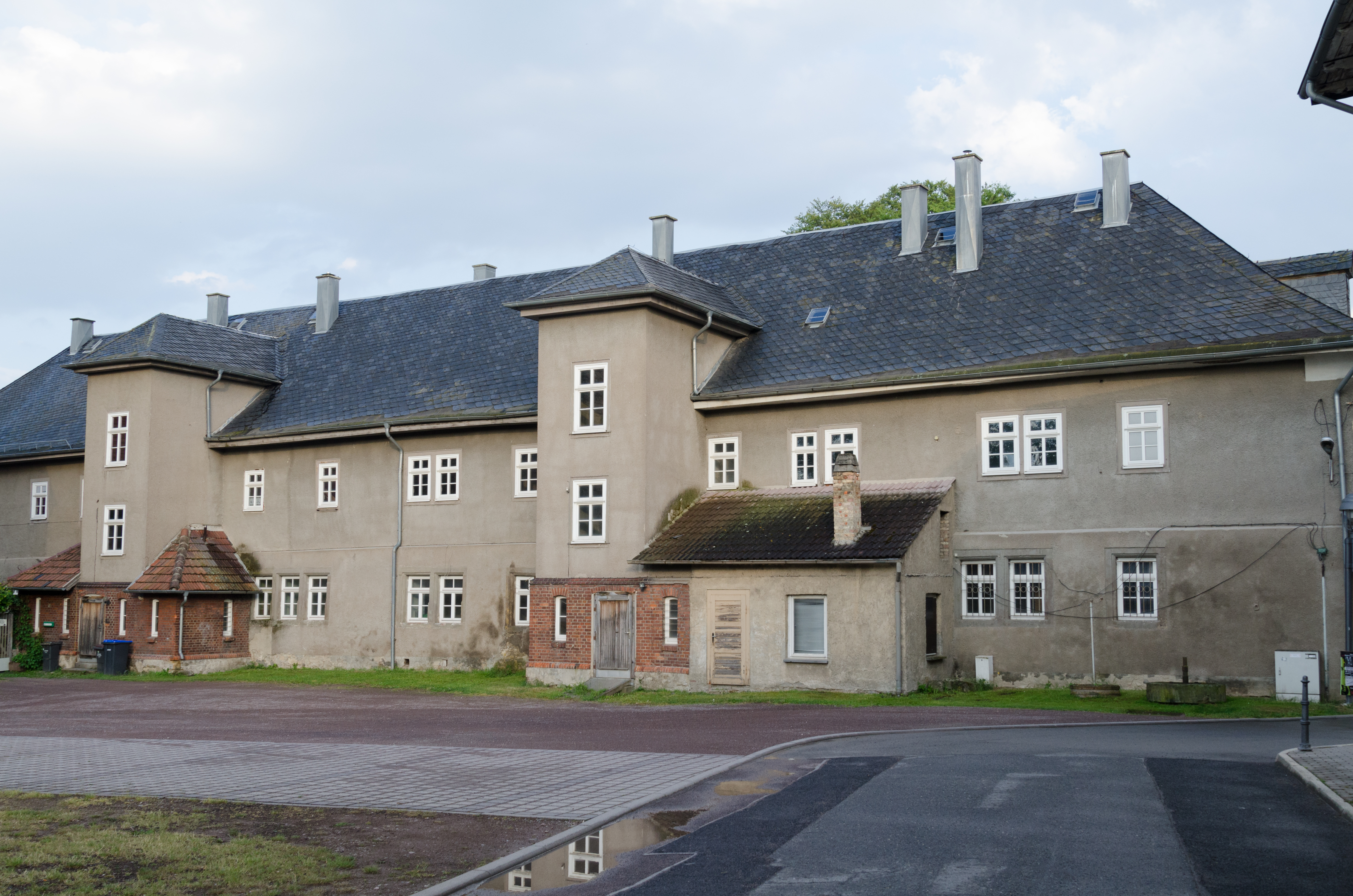
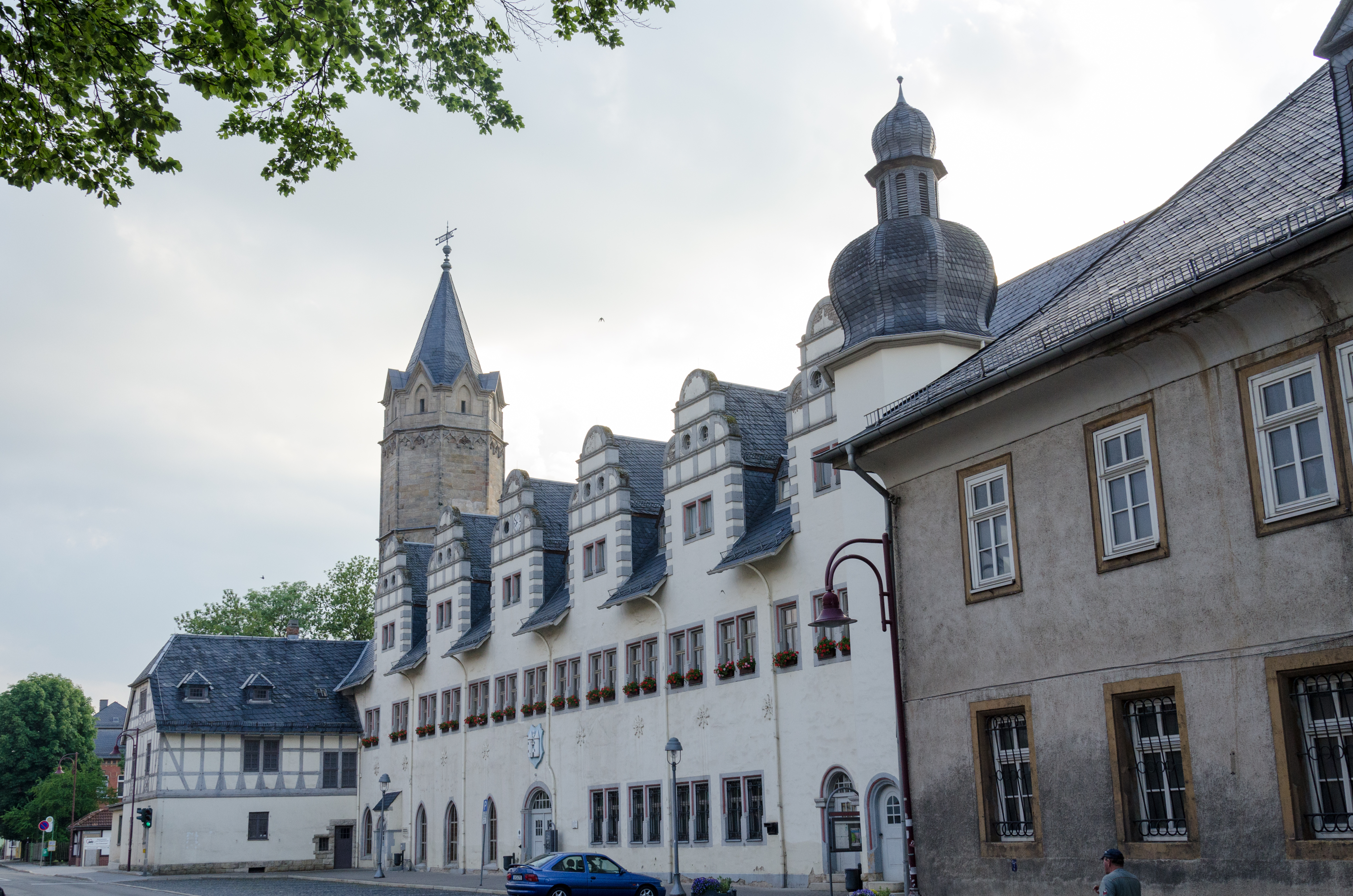
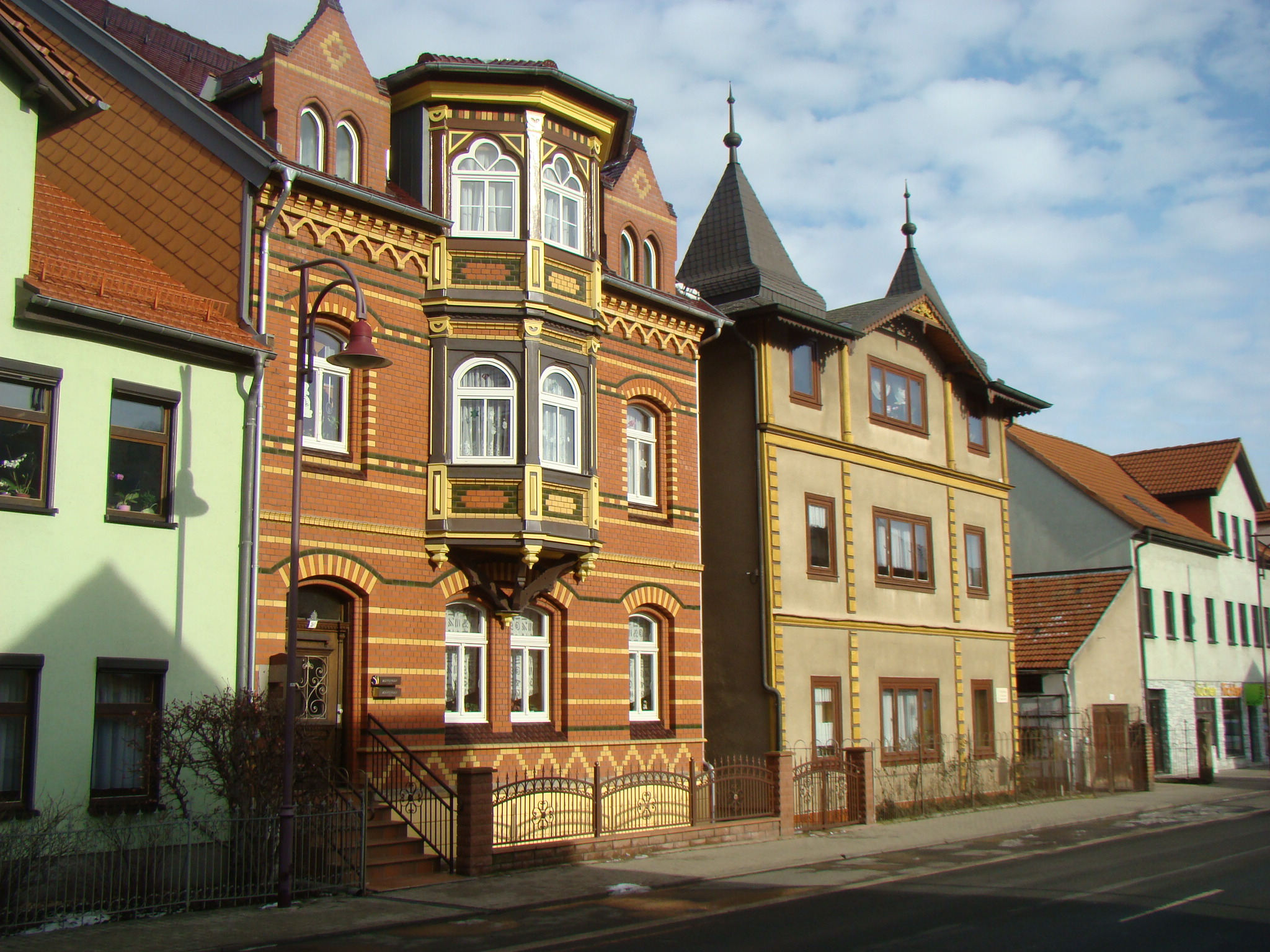
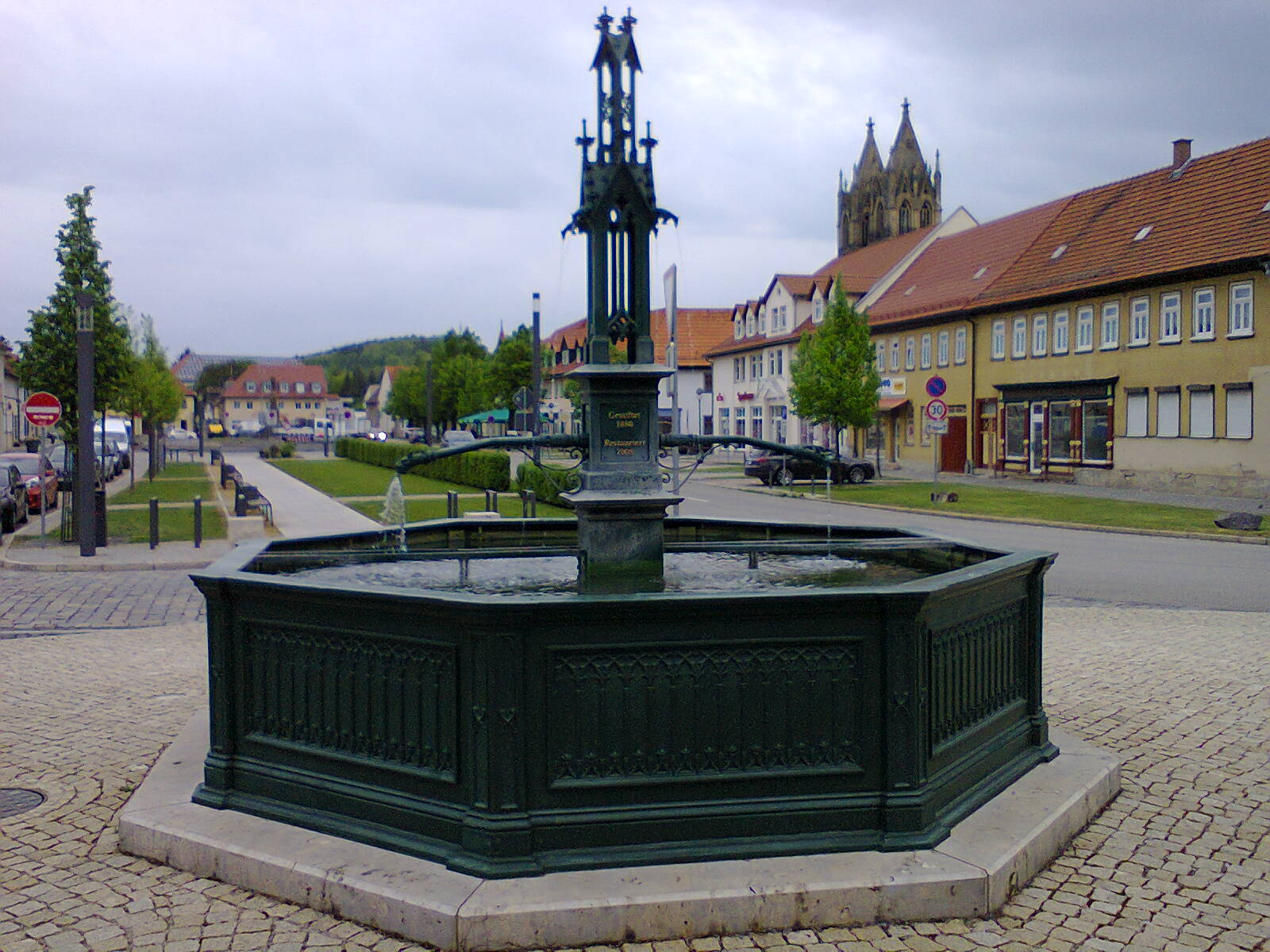
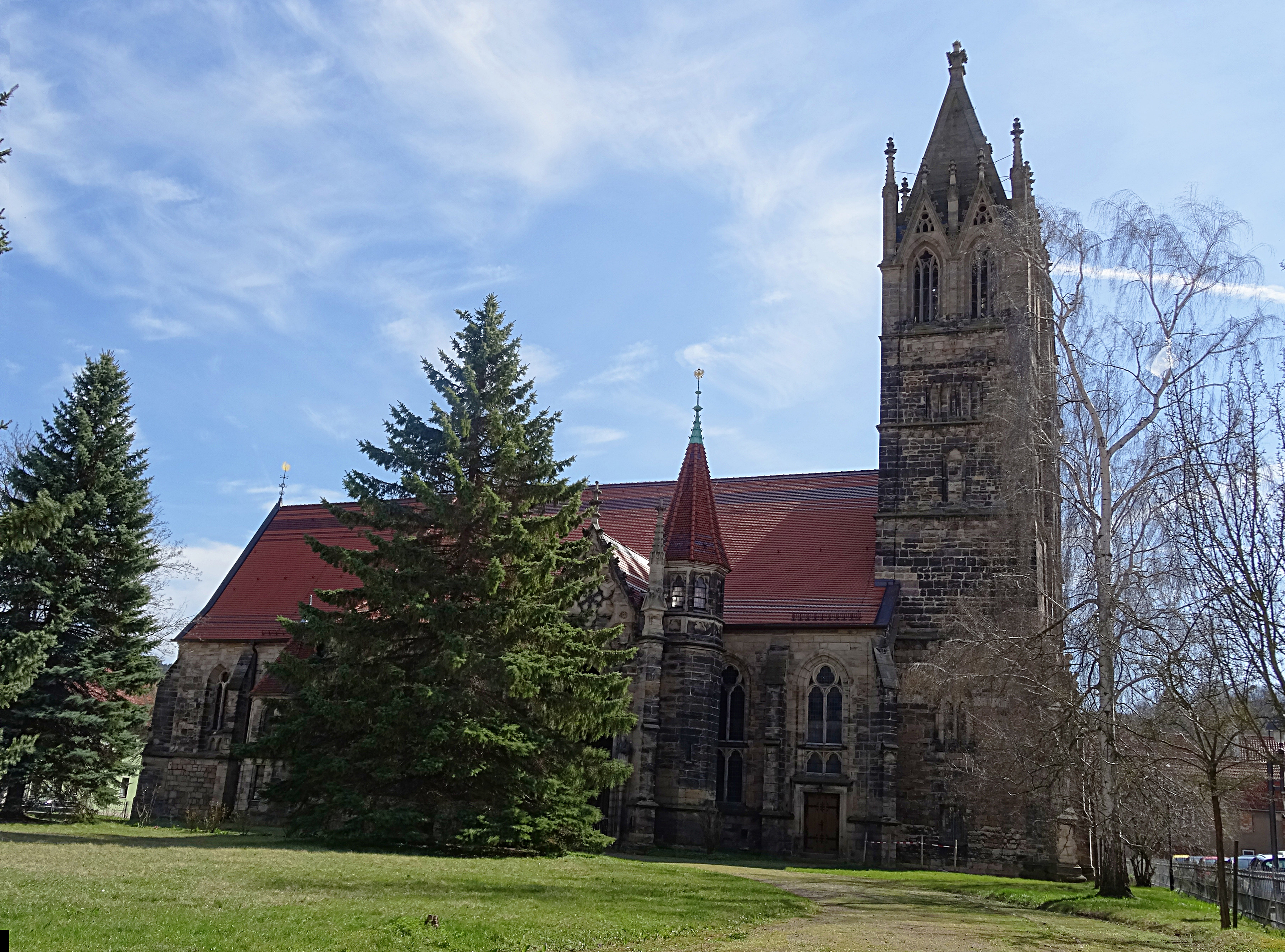
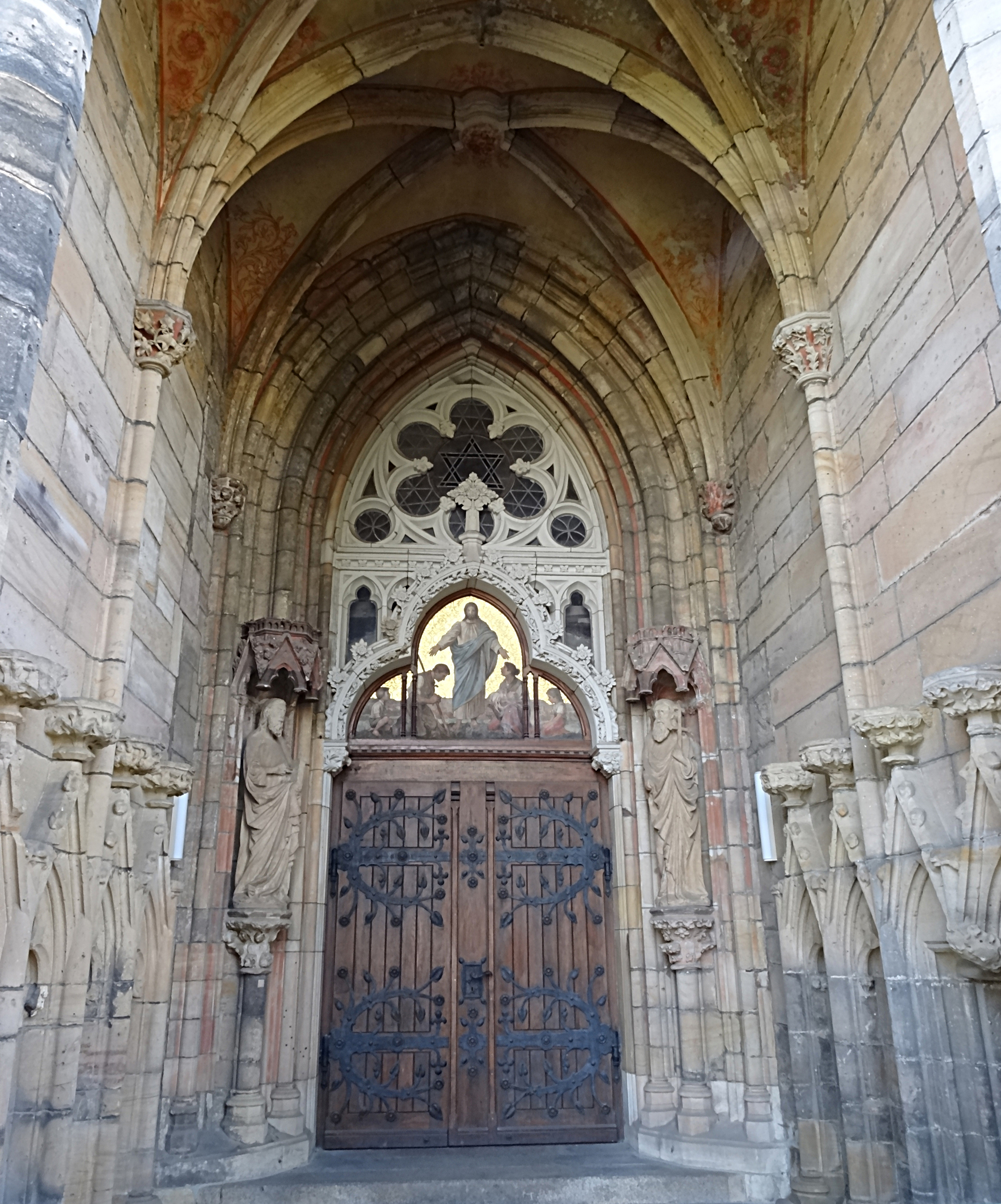
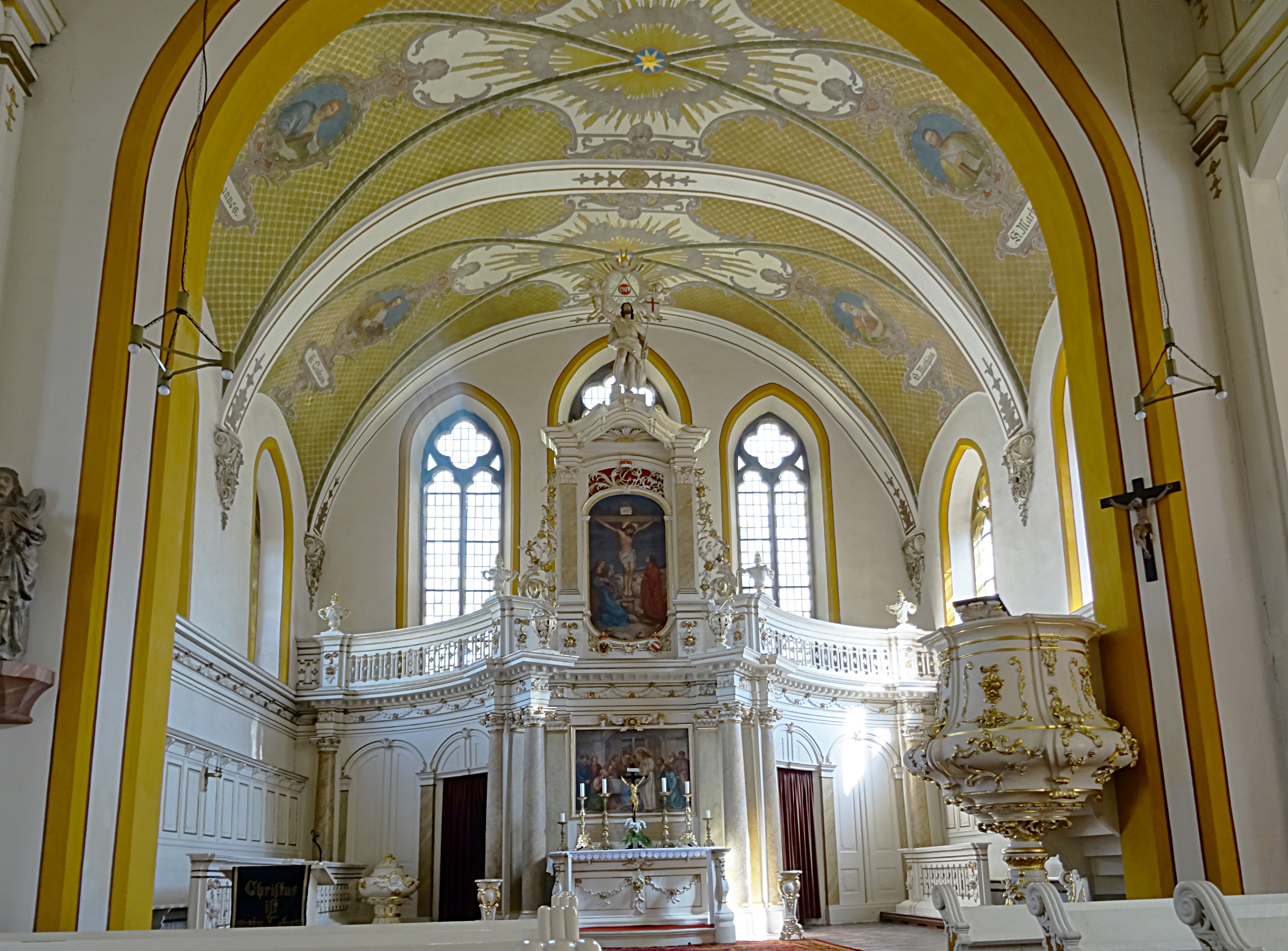
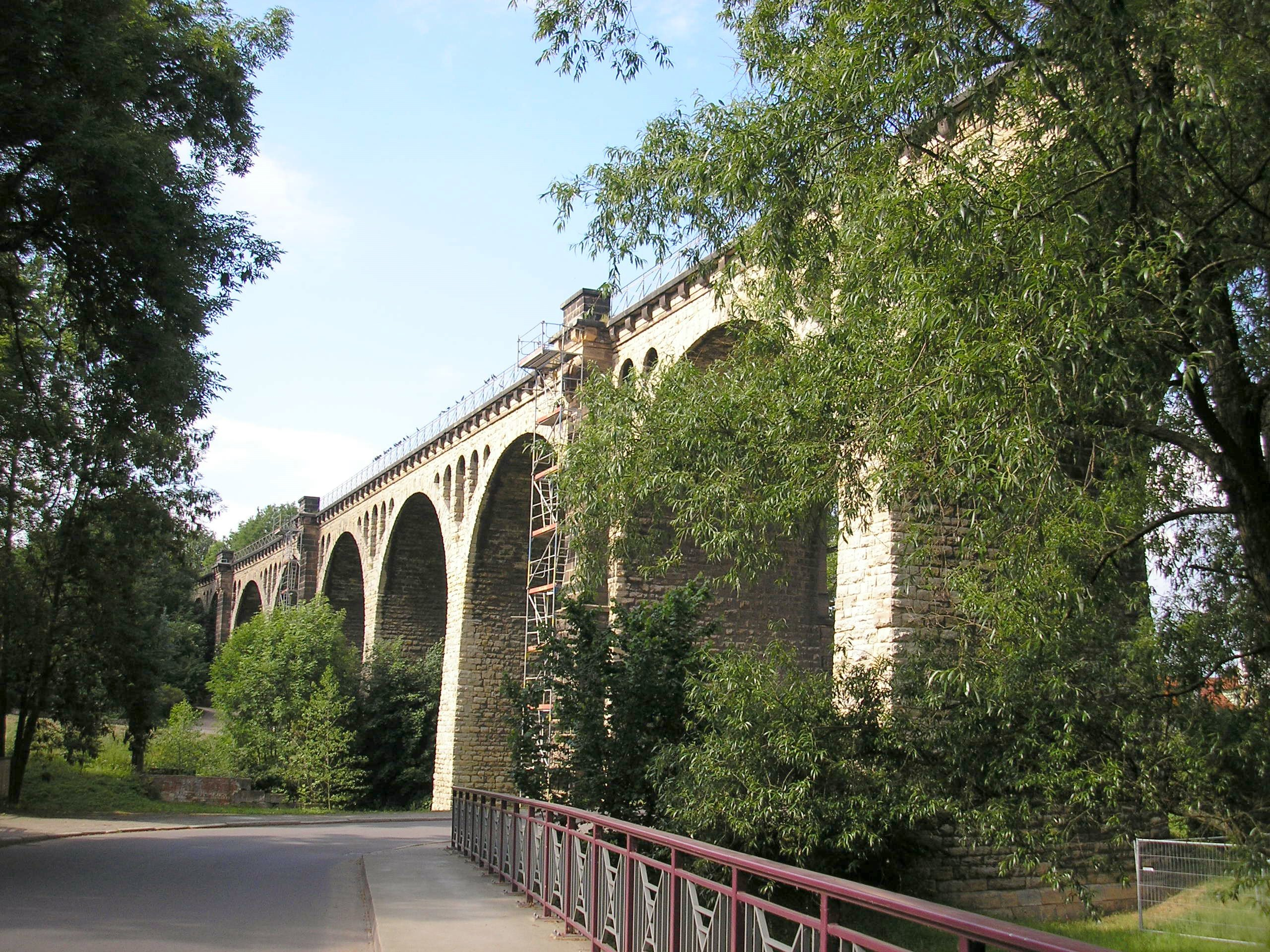
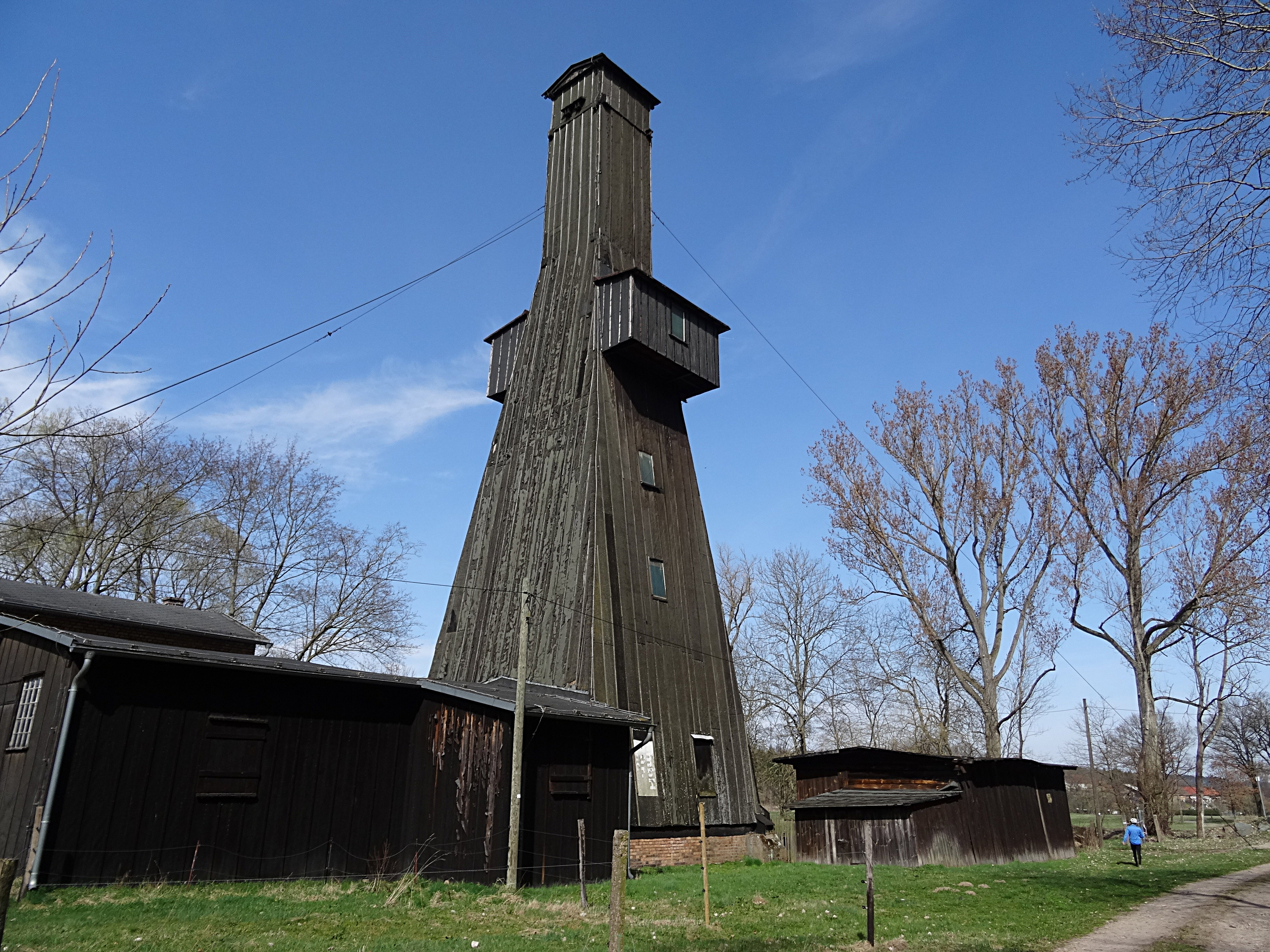
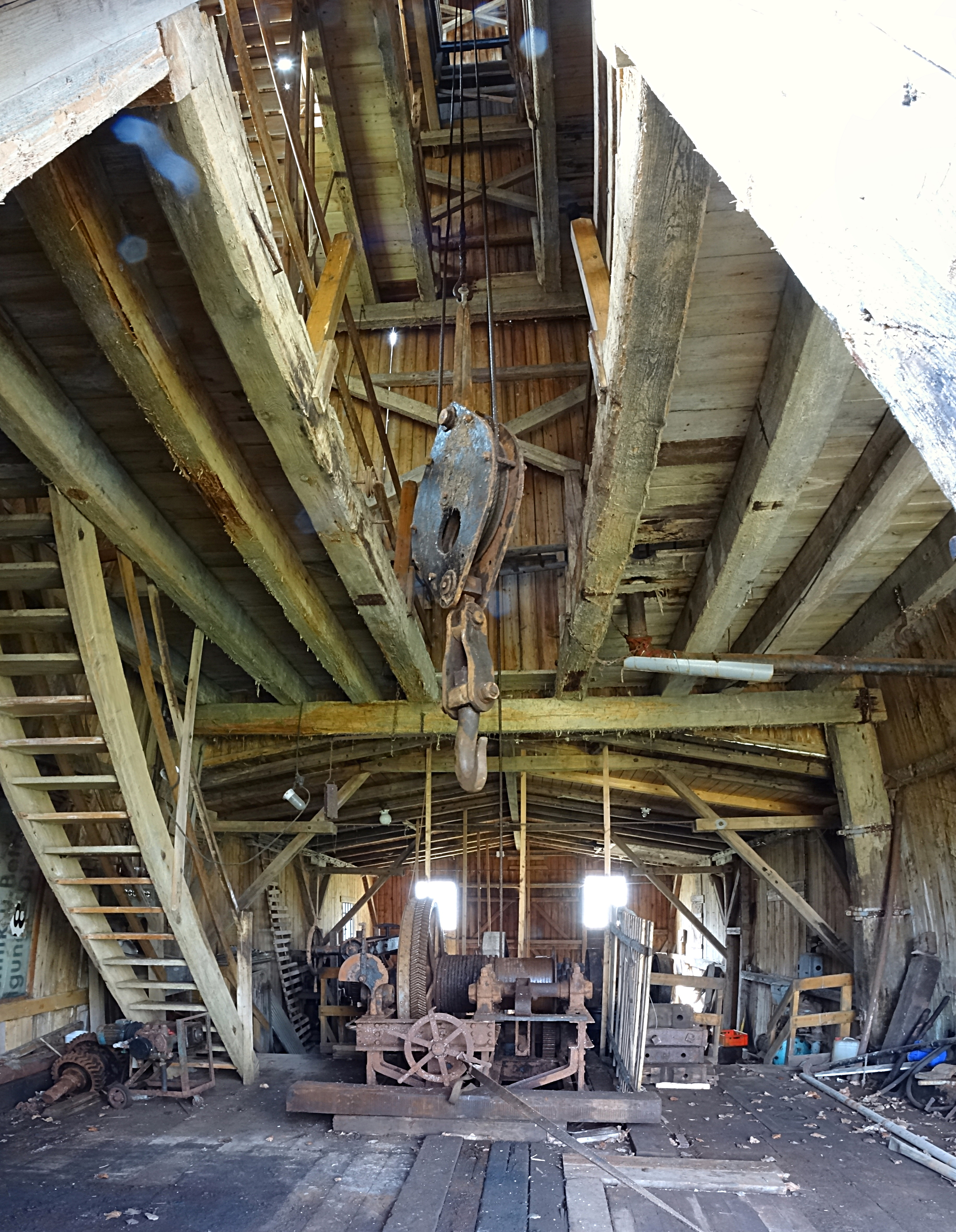

## Nevezetességek
- Kastély
- Szent Mária templom
- Városháza
- Malom

## Népesség
A település népességének változása:
| Lakosok száma | 8415 | 8420 | 8376 | 8311 | 8408 |
|               | 2017 | 2019 | 2021 | 2022 | 2023 |